# 篠塚和典
篠塚 和典（しのづか かずのり、本名・旧登録名：篠塚 利夫〈しのづか としお〉、1957年7月16日 - ）は、東京都豊島区生まれ、千葉県銚子市出身の元プロ野球選手（内野手、右投左打）、野球解説者・野球評論家。
愛称は「シノ」「シノさん」。

## 経歴

### プロ入り前
銚子商業校2年次に3年生エースの土屋正勝を擁し、春夏の甲子園大会では「4番・三塁手」として連続出場。春は準々決勝で報徳学園に2-1で惜敗。夏は全試合勝ち進み、8月19日の決勝で防府商を7-0で降し同校初の夏の大会優勝を飾った。この大会から金属バットが導入されたが篠塚はプロ野球の道に進んだ時に適応できるように木製バットで打席に入り、2本塁打を放った。1学年後輩に宇野勝がいた。
翌年夏の千葉大会は準決勝で小川淳司のいた習志野に1-2で敗退。習志野は夏の甲子園で優勝し、2年連続で千葉県勢が連覇を果たした。
夏の大会優勝の後に湿性肋膜炎に患い、3か月間入院した。一時は野球生命まで危ぶまれたも、半年後に復帰。病室での静養中はベッドから天井をめがけて延々とスローイングの練習を行って、指先の感覚を養い肘の出し方を覚えた。読売ジャイアンツの監督だった長嶋茂雄に見込まれ、1975年に開催されたドラフト会議にて巨人から1位指名を受けて入団。

### 現役時代
プロ2年目の1977年に初の一軍昇格。1979年には一軍に定着。主に二塁手、遊撃手として18試合に先発出場。同年オフ、地獄の伊東キャンプに参加した。翌1980年にはジョン・シピンと二塁手の定位置を争い、6月にはレギュラーを奪取して2番打者に座る。
監督が藤田元司に代わった1981年、開幕当初はルーキーであった原辰徳が二塁を守ったため出場機会が減少。しかし5月には三塁手の中畑清が怪我、原が三塁に回り、篠塚が二塁手のレギュラーに復帰した。以降は主に3番打者としてクリーンナップの一角を担い、内野陣が固定された。阪神タイガースの藤田平との首位打者争いで超接戦と言われるほどの打率差の勝負をし続け、最終的にわずか1厘差でタイトルを逃すも自身キャリアハイとなる.357を記録。日本ハムファイターズとの日本シリーズでは4試合に先発出場。第5戦では8回裏に木田勇から駄目押しの3点本塁打を放ち、最終第6戦では2回表に間柴茂有から先制適時打、勝利打点を記録した。最後のV9となる1973年以来、8年ぶり16回目の日本一に貢献した。
監督が王貞治に代わった1984年、3番篠塚、4番原、5番レジー・スミス、6番ウォーレン・クロマティ、7番中畑の打順が多く起用された。打率.334、12本塁打で自身初の首位打者に輝き、さらに35二塁打もリーグ最多だった。
1987年に広島東洋カープの正田耕三と同率で2度目の首位打者を獲得した。同率での首位打者は1969年の近鉄バファローズ・永淵洋三と東映フライヤーズ・張本勲に次ぐNPB史上2度目、セ・リーグ初であった（いずれも打率は.333）。正田とは同じ二塁手であり、ベストナインも注目されたがチーム順位、安打数、本塁打数が正田を上回る篠塚が受賞した。
西武ライオンズとの日本シリーズでは最後の打者だったが、この年を最後に後楽園球場での主催試合が終了したため、後楽園球場にて最後の打者となった。この年の日本シリーズは西武に2勝4敗で敗退したが篠塚は打率.409（22打数9安打）3打点1本塁打の活躍で、日本シリーズ敢闘賞を受賞している。
選手晩年の1990年から1994年まで持病である腰痛の悪化などもあり、若手の緒方耕一が二塁を守る機会が多くなったことなどから規定打席未到達となる300打席前後の出場となった。1991年8月には出場機会の減少に対しての不満から「必要じゃなければトレードに出してほしい」とある夕刊紙にて発言。同月19日に球団から首脳陣批判の言動を理由に厳重注意と罰金100万円の処分を受けた。
1992年7月1日から登録名を「篠塚 利夫」から「篠塚 和典」（しのづか かずのり）に変更した。「『利夫という名前には分裂、分離の意味がある』ということで知り合いの内気功の先生から勧められた」という。
1993年、66試合で打率.337、4本塁打、23打点を記録。5月15日の対広島戦で1991年7月以来2年ぶりの本塁打となる自身通算3本目の満塁本塁打を放つ。6月9日の対ヤクルトスワローズ戦（石川県立野球場）では、8回2/3まで無失点、16奪三振（当時のセ・リーグタイ記録）の投球を続けていたルーキー伊藤智仁から9回二死にサヨナラ本塁打を放った。この試合はスタメンを外れており、ベンチから伊藤の投球を見て「みんな、スライダーかフォークでやられている」と観察していた。抑え投手の石毛博史がブルペンで投球練習を開始すると、打席に立って目を慣らした。9回表に二塁手として途中出場し、その裏に初打席を迎えた。間合いを取るために2度打席を外したが、その間に「何かグッとくるものがあった」と言い、伊藤の初球を右中間スタンドへ運んだ。
1994年は持病である腰痛が悪化の影響もあり57試合に出場して打率.238、2本塁打、13打点の成績にとどまる。シーズン終了後に現役続行か引退するかで悩むが、チーム事情と今後の野球人生を考え「過去にしがみつくより惜しまれながらやめたい」として、この年限りでの現役引退を決断した。

### 引退後
引退した翌1995年から2003年までは巨人一軍打撃コーチ、一軍内野守備コーチ、一軍内野守備兼走塁コーチ、一軍総合コーチを歴任した。2004年から2005年までは日本テレビ・ラジオ日本野球解説者、日刊スポーツ野球評論家を務めた。
2006年に巨人一軍内野守備兼走塁コーチに就任。2007年から2010年まで一軍打撃コーチを務め、2009年には第2回WBC日本代表の打撃コーチも兼任した。
2011年からは再び日本テレビ・ラジオ日本野球解説者、日刊スポーツ野球評論家を務めている。2012年1月にはKBOのLGツインズ臨時コーチを務めた。

## 選手・コーチとしての特徴

### 選手としての特徴
巧みなバットコントロールと華麗な守備で鳴らし、“芸術的”と言われるプレーで、シーズン打率も3割以上を5年連続も含め7回記録。通算打率も.3043とNPBにおける通算打率が4000打数以上の上位40選手のうち15位にランクインしている（2024年シーズン終了時点）。また、1981年の自身キャリアハイである.357は巨人の日本人野手としては1951年に川上哲治が記録した.377に次ぐ高打率となる。シーズン失策数も僅か2回のみの年があるなど、守備機会の多い二遊間の選手としては驚異的であった。
主に3番打者や2番打者、6番打者、選手晩年は1番打者などの打順を担った。本塁打は、最多の年でも13本、通算でも100本に満たない。クリーンナップの一角を担う3番打者としては、長打力が物足りなかった。シーズン2桁本塁打が2回のみ、通算本塁打率はNPBにおける通算打率が4000打数以上の上位40選手（15位、2024年シーズン終了時点）にランクインしている選手の中では最小の数字となっている。一方で、1980年代の二塁打数については中畑清、原辰徳を凌ぎチーム最多であり、典型的な中距離砲として一貫した選手であった。
高校時代は長距離砲だったが、湿性肋膜炎を患ったことで巨人以外の球団に指名を回避され、さらに細身の体をカバーするため阪神タイガースの藤田平の打撃を参考にし、のちに藤田とは首位打者争いを繰り広げた。
長打を狙う打撃に瞬時に切り替えたり、広角に打球を操る器用な選手で進塁打は操れるが、バントなどを売り物にしてはいなかったため、制約のある2番打者を任された1985年から1986年までは打率.307、.291と成績を落としている。1985年に26犠打を記録した。逆に、自由度の高かった1984年には.334で首位打者を獲得。1987年に首位打者を獲得した時もチームは優勝している。規定打席には9回到達しているが、腰痛持ちであり、夏場などにスタメンを外れていた。最後に規定打席に到達した1989年には、梅雨時に10数試合スタメンを外れている。1982年、1984年、1985年、1986年は520打席以上をクリアしており（当時は130試合制）、チームの選手の中で最も多く打席に立っていた年もある。
公式戦の通算打率は.304を記録しており、非公式戦であるオールスターゲームでの通算打率も.327（55打数18安打）を記録しており、日本シリーズでも1987年に打率.409を記録するも、日本シリーズ通算打率は.292（106打数31安打）で、あと1本安打を放っていれば、公式戦、オールスターゲーム、日本シリーズ全てで通算打率3割を達成できた（NPBでこの記録を達成している選手は鈴木尚典と長嶋茂雄のみであった）。

### コーチとしての特徴
打撃理論・指導理論ともに理想のフォームを綿密に固めたうえで準備を整え、シンプルに「来た球を打つ」というスタイルである。
試合前の練習風景では、監督の原や打撃コーチの村田真一が若手・中堅選手を担当しているのに対して、不調時の小笠原道大やアレックス・ラミレスなどの主軸選手と笑顔でトス打撃の相手を務める様子が映っていた。また、2010年シーズン前半に打撃不振に陥っていたエドガー・ゴンザレスは、7月末頃から好調になったことについて8月13日の対横浜ベイスターズ14回戦（東京ドーム）後のヒーローインタビューで問われた際に「篠塚コーチとの打撃練習がいい形で実を結んでいる」と語った。
阿部慎之助、亀井義行、坂本勇人、高橋由伸、長野久義、二岡智宏らの選手を育てており、打撃不振の時における指導などをしていた。結果的に篠塚がコーチ時代にはチーム打率は常にリーグ上位だった。
第2次長嶋監督時代には長らく一軍内野守備コーチを担当していた。第1次原監督時代は一軍総合コーチを担当、原と共に攻撃面・作戦面を統括していた。

### 用具
2024年に至るまでも篠塚が使用していたバット、グラブなどを基本にして自分モデルとして使用しているプロ選手も少なくなく、石井琢朗や立浪和義ら左のアベレージヒッターの多くは影響を受けたと語っている。特にイチローは篠塚モデルのバットをほとんど修正することなく使用していた。中日の立浪は少年時代に憧れた選手が篠塚であり、ルーキーイヤーの1988年に巨人戦で出塁した際二塁ベース上で「篠塚さんのバットをください」と声をかけたところ篠塚はそれに応え、試合後に中日ベンチまで届けたという。グラブは素手で掴むのに近いように小さめのものを愛用し、その感覚を大事にして手袋はせずに使用していた。そのため汗で痛んでしまい、数年ごとに替えていたという。

## 人物
主に1950年代に活躍した映画プロデューサーで上原謙、金子信雄、高島忠夫、丹波哲郎らと親交があった三上訓利と女優の折原啓子は妻の父母で、俳優の三上博史は妻のいとこにあたる。
長男：宜政は和典と同じく右投左打の二塁手である。青山学院大学に在籍したのち、2012年春から社会人野球のHondaに所属。同年4月9日の対立教大学戦（明治神宮野球場）では2点リードの7回に代打で登場し、3球目のストレートを右翼スタンドへ社会人初本塁打を放った。2020年に開催された都市対抗の決勝戦にて一塁の守備固めで出場し、見事日本一に輝いた。

## エピソード
プロ入り前、元々本人は退院を経てすぐにプロ入りは体力的に厳しそうだと考えて高校卒業後は社会人野球の日本石油に進む方針を固めていたが、長嶋茂雄監督が球団幹部やスカウトに「体力的に無理」と反対するのを押し切らせて指名を決めたことから入団に至った。長嶋は篠塚が2年次の打撃をテレビ中継で観て惚れ込み、指名を決意したという。篠塚が聞いた話によると、長嶋は篠塚が入院した病院に電話を掛け、篠塚の病気が完治していることを確認した上で「他球団が問い合わせてきたら、まだ治っていないと言ってくれませんか」と頼んだという。上記のエピソードから、篠塚は引退までの間「長嶋さんに恥をかかせられない」という思いをプロ人生における原動力とした。
1982年9月15日の対中日ドラゴンズ23回戦（後楽園球場）にて、無死一・二塁の場面で篠塚が犠牲バントで走者を送った際、相手投手の郭源治が三塁へ悪送球し、外野へ転がったがその球を左翼手の大島康徳がトンネルし、さらに大島が追いかけて捕った球が三塁手に中継され本塁へ送球したが、捕手の中尾孝義が取り損ね、その間に打者走者の篠塚もホームインした（記録上は失策であったがランニング本塁打のような出来事だった）。このプレーはフジテレビ系列の雑学バラエティ番組『トリビアの泉 〜素晴らしきムダ知識〜』で紹介され、VTRに篠塚本人は出演していなかったが、補足トリビアで「あの守備はプロとして恥ずかしいプレー。あってはならないことだと思う」とコメントしている。
1986年某日、槙原寛己が試合前に投球練習をしていたところ、篠塚もそこで遊びとして投球を始め、スライダーを投げた。そのスライダーを見て凄いと思った槙原は篠塚に握り方を教わり、その握りで試しに投げてみると「驚くほど横に滑るような感じで曲がった」という。それまでストレート主体の一本調子で、バックスクリーン3連発や9連勝ストップなど勝負どころでよい結果が残せなかった槙原が、その後、完全試合（槙原寛己の完全試合）を達成したり、1994年の日本シリーズで西武ライオンズを倒し日本シリーズMVPに輝くなど投球の幅を拡げるきっかけのひとつになったと言われている。
1987年10月18日の対広島東洋カープ最終戦（後楽園球場）、4回裏の打席で吉村禎章が放った30号本塁打が本来あり得ない「2ストライク4ボール」という珍プレーがあったが中畑清の談話にて、日本シリーズを前にした消化試合で吉村の打席には誰も興味がなく、ベンチで異変に気づいた選手は篠塚ひとりだったという。
線審が廃止となり審判員6人体制から4人体制になった1990年の開幕戦にて、ヤクルトスワローズに1-3と負けている8回裏、好投を続けていた内藤尚行から右翼ポール際への飛球を放ち、一塁審判員が本塁打と判定した。その年のバラエティ番組で上記の疑惑の本塁打についてコメントを求められ「あれはファウルでしたね」と発言している。原因はポールがボールと類似色の白い塗料で塗られていたため判定が非常にわかりづらかったことであり、この件はのちに東京ドームのポールは白から黄色（のちに橙色に再度変更）に塗り替えられた。

## 詳細情報

### 年度別打撃成績
| 年 度      | 球 団      | 試 合 | 打 席 | 打 数 | 得 点 | 安 打 | 二 塁 打 | 三 塁 打 | 本 塁 打 | 塁 打 | 打 点 | 盗 塁 | 盗 塁 死 | 犠 打 | 犠 飛 | 四 球 | 敬 遠 | 死 球 | 三 振 | 併 殺 打 | 打 率 | 出 塁 率 | 長 打 率 | O P S |
| ---------- | ---------- | ----- | ----- | ----- | ----- | ----- | -------- | -------- | -------- | ----- | ----- | ----- | -------- | ----- | ----- | ----- | ----- | ----- | ----- | -------- | ----- | -------- | -------- | ----- |
| 1977       | 巨人       | 18    | 26    | 24    | 2     | 5     | 0        | 0        | 0        | 5     | 0     | 0     | 0        | 0     | 0     | 2     | 0     | 0     | 4     | 0        | .208  | .269     | .208     | .478  |
| 1978       | 巨人       | 3     | 7     | 7     | 0     | 2     | 0        | 0        | 0        | 2     | 2     | 0     | 0        | 0     | 0     | 0     | 0     | 0     | 2     | 0        | .286  | .286     | .286     | .571  |
| 1979       | 巨人       | 76    | 97    | 90    | 11    | 25    | 2        | 2        | 0        | 31    | 10    | 1     | 0        | 1     | 0     | 6     | 0     | 0     | 14    | 7        | .278  | .323     | .444     | .767  |
| 1980       | 巨人       | 115   | 351   | 315   | 38    | 82    | 13       | 3        | 6        | 119   | 31    | 6     | 3        | 11    | 2     | 22    | 0     | 1     | 31    | 9        | .260  | .309     | .378     | .687  |
| 1981       | 巨人       | 116   | 457   | 412   | 51    | 147   | 21       | 2        | 7        | 193   | 45    | 2     | 5        | 14    | 1     | 29    | 6     | 1     | 39    | 9        | .357  | .400     | .468     | .868  |
| 1982       | 巨人       | 124   | 523   | 467   | 64    | 147   | 26       | 6        | 7        | 206   | 67    | 5     | 0        | 11    | 7     | 35    | 3     | 3     | 32    | 10       | .315  | .361     | .441     | .802  |
| 1983       | 巨人       | 115   | 473   | 424   | 79    | 130   | 21       | 2        | 13       | 194   | 56    | 10    | 2        | 6     | 4     | 38    | 1     | 1     | 42    | 8        | .307  | .362     | .458     | .819  |
| 1984       | 巨人       | 126   | 524   | 461   | 75    | 154   | 35       | 2        | 12       | 229   | 66    | 7     | 2        | 9     | 1     | 51    | 2     | 2     | 49    | 7        | .334  | .402     | .497     | .899  |
| 1985       | 巨人       | 122   | 538   | 466   | 57    | 143   | 21       | 1        | 8        | 190   | 54    | 6     | 2        | 26    | 1     | 42    | 1     | 3     | 45    | 6        | .307  | .367     | .408     | .775  |
| 1986       | 巨人       | 128   | 529   | 485   | 64    | 141   | 25       | 3        | 8        | 196   | 43    | 3     | 2        | 17    | 4     | 23    | 2     | 0     | 54    | 8        | .291  | .320     | .404     | .724  |
| 1987       | 巨人       | 115   | 454   | 429   | 69    | 143   | 25       | 3        | 7        | 195   | 49    | 4     | 1        | 7     | 3     | 14    | 0     | 1     | 52    | 8        | .333  | .353     | .455     | .808  |
| 1988       | 巨人       | 116   | 456   | 414   | 37    | 131   | 18       | 1        | 6        | 169   | 58    | 2     | 2        | 8     | 3     | 29    | 3     | 2     | 31    | 12       | .316  | .362     | .408     | .770  |
| 1989       | 巨人       | 119   | 494   | 461   | 59    | 134   | 28       | 4        | 4        | 182   | 38    | 5     | 4        | 9     | 2     | 20    | 3     | 2     | 38    | 9        | .291  | .322     | .395     | .716  |
| 1990       | 巨人       | 71    | 253   | 232   | 31    | 66    | 11       | 1        | 5        | 94    | 29    | 1     | 0        | 4     | 1     | 15    | 1     | 1     | 27    | 5        | .284  | .329     | .405     | .734  |
| 1991       | 巨人       | 97    | 328   | 289   | 31    | 77    | 9        | 2        | 3        | 99    | 23    | 1     | 1        | 3     | 3     | 32    | 3     | 1     | 49    | 4        | .266  | .338     | .343     | .681  |
| 1992       | 巨人       | 67    | 257   | 241   | 22    | 64    | 10       | 0        | 0        | 74    | 21    | 2     | 1        | 1     | 1     | 14    | 3     | 0     | 35    | 4        | .266  | .305     | .307     | .612  |
| 1993       | 巨人       | 66    | 226   | 208   | 27    | 70    | 8        | 0        | 4        | 90    | 23    | 0     | 0        | 2     | 1     | 13    | 0     | 2     | 21    | 4        | .337  | .379     | .433     | .812  |
| 1994       | 巨人       | 57    | 161   | 147   | 22    | 35    | 5        | 0        | 2        | 46    | 13    | 0     | 0        | 3     | 1     | 9     | 2     | 1     | 15    | 5        | .238  | .285     | .313     | .598  |
| 通算：18年 | 通算：18年 | 1651  | 6154  | 5572  | 739   | 1696  | 278      | 32       | 92       | 2314  | 628   | 55    | 25       | 132   | 35    | 394   | 30    | 21    | 580   | 115      | .304  | .351     | .415     | .766  |

- 各年度の太字はリーグ最高

### タイトル
- 首位打者：2回（1984年、1987年）

### 表彰
- ベストナイン：5回（1981年、1982年、1984年、1986年、1987年）
- ゴールデングラブ賞：4回（1981年、1982年、1984年、1986年）
- 日本シリーズ敢闘賞：1回（1987年）
- 後楽園MVP賞：1回（1984年）

### 記録
初記録
- 初出場・初先発出場：1977年8月5日、対大洋ホエールズ17回戦（川崎球場）、7番・遊撃手で先発出場
- 初安打：同上、5回表に斉藤明雄から
- 初打点：1978年10月4日、対阪神タイガース25回戦（後楽園球場）、6回裏に池内豊から
- 初本塁打：1980年5月5日、対横浜大洋ホエールズ5回戦（後楽園球場）、9回裏に堀内恒夫の代打で出場、遠藤一彦から右越ソロ

節目の記録
- 1000本安打：1987年4月29日、対中日ドラゴンズ5回戦（ナゴヤ球場）、3回表に川本智徳から適時打 ※史上147人目
- 1000試合出場：1987年7月4日、対阪神タイガース14回戦（阪神甲子園球場）、6番・二塁手で先発出場 ※史上272人目
- 1500本安打：1991年7月10日、対広島東洋カープ16回戦（札幌市円山球場）、9回裏に長冨浩志から右前安打 ※史上61人目
- 1500試合出場：1992年8月20日、対横浜大洋ホエールズ21回戦（横浜スタジアム）、1番・二塁手で先発出場 ※史上103人目

その他の記録
- オールスターゲーム出場：9回（1982年、1983年、1984年、1985年、1986年、1987年、1988年、1989年、1991年）

### 背番号
- 37（1976年 - 1978年）
- 6（1979年 - 1994年）
- 81（1995年 - 2003年、2006年 - 2010年）

### 登録名
- 篠塚 利夫（しのづか としお、1976年 - 1992年6月30日）
- 篠塚 和典（しのづか かずのり、1992年7月1日 - ）

## 関連情報

### 著書
- 熱球悲願 嵐をこえて（1981年、恒文社）
- ミスターがくれた19年（1995年、ベースボール・マガジン社）
- プロが教えるバッティング入門（2002年、大泉書店）
- 6歳からの広角打法（2007年、MCプレス）
- 篠塚和典 流し打ちの極意（2013年、ベースボール・マガジン社）
- 篠塚和典が教える広角打法（2019年、日東書院本社）

### シングル
- RAINY HEART/黄昏にもう一度（1988年1月、バップ）